# Benzoylperoxide
Benzoylperoxide of BPO (IUPAC-naam: difenylperoxyanhydride) is een organische verbinding met als brutoformule C14 H10O4, die voorkomt als een kleurloze vaste stof.

## Toepassingen

### Medisch
Benzoylperoxide vindt toepassing in de bestrijding van (jeugd)puistjes. Het is sinds 1980 in Nederland zonder recept verkrijgbaar bij de apotheek als een gel onder verschillende merknamen. Het werkt in op de bovenste huidlaag, waar het de overmatige groei van nieuwe huidcellen afremt. Ook bestrijdt het de bacterie Cutibacterium acnes die acne veroorzaakt. Het is een van de meest gebruikte middelen bij de bestrijding van acne, en medici hebben er veel ervaring mee. Het kan textiel bleken.
De stof is opgenomen in de lijst van essentiële geneesmiddelen van de WHO.

### Technisch
Benzoylperoxide wordt gebruikt als initiator bij het maken van polymeren op basis van alkenen. De binding tussen de twee zuurstofatomen is vrij zwak: het molecuul splitst op deze positie makkelijk. De ontstane moleculaire gedeelten zijn vrije radicalen, die vervolgens de polymerisatie op gang brengen.